# Стара општинска зграда у Врањеву
Стара општинска зграда у Врањеву се налази у Улици Рајка Ракочевића бр. 15. и представља културно добро од великог значаја.

## Историја
Објекат је изграђен 1824. године, као приземна, угаона зграда са два једнака симетрична крила, која се завршавају једноставним троугаоним чеоним забатима.

## Изглед зграде
Зграда је обликована архитектонски у стилу сеоског ампира, слично општинским зградама у Српском Крстуру, Мокрину и кући Главаша у Врањеву. Фасаде су малтерисане, високог сокла, плитко увучених или истакнутих зидних површина са касетираним деловима испод и изнад прозорских отвора и на појасу фриза. Прозори су правоугаоног облика, ритмично распоређени, са гитерима од кованог гвожђа. На једном од крила се налази плићи улазни трем, са два стуба који носе архитрав, полукружни профилисани тимпанон и полуобличасти кров трема. Дворишна фасада се састоји од низа аркада трема, који се протежу дужином скоро целе грађевине. Зграда поседује у целости добро очуване првобитне просторне и стилске карактеристике.

## Реконструкције
Конзерваторски радови су вршени 1965. године и 2009. године. Урађена је промена комплетне кровне конструкције и покривача, радови су обухватали и рестаурацију фасада, док је ентеријер адаптиран и прилагођен савременим потребама.

## Галерија
- Детаљ фасаде
- Портик
- Дворишна фасада